# USC School of Cinematic Arts

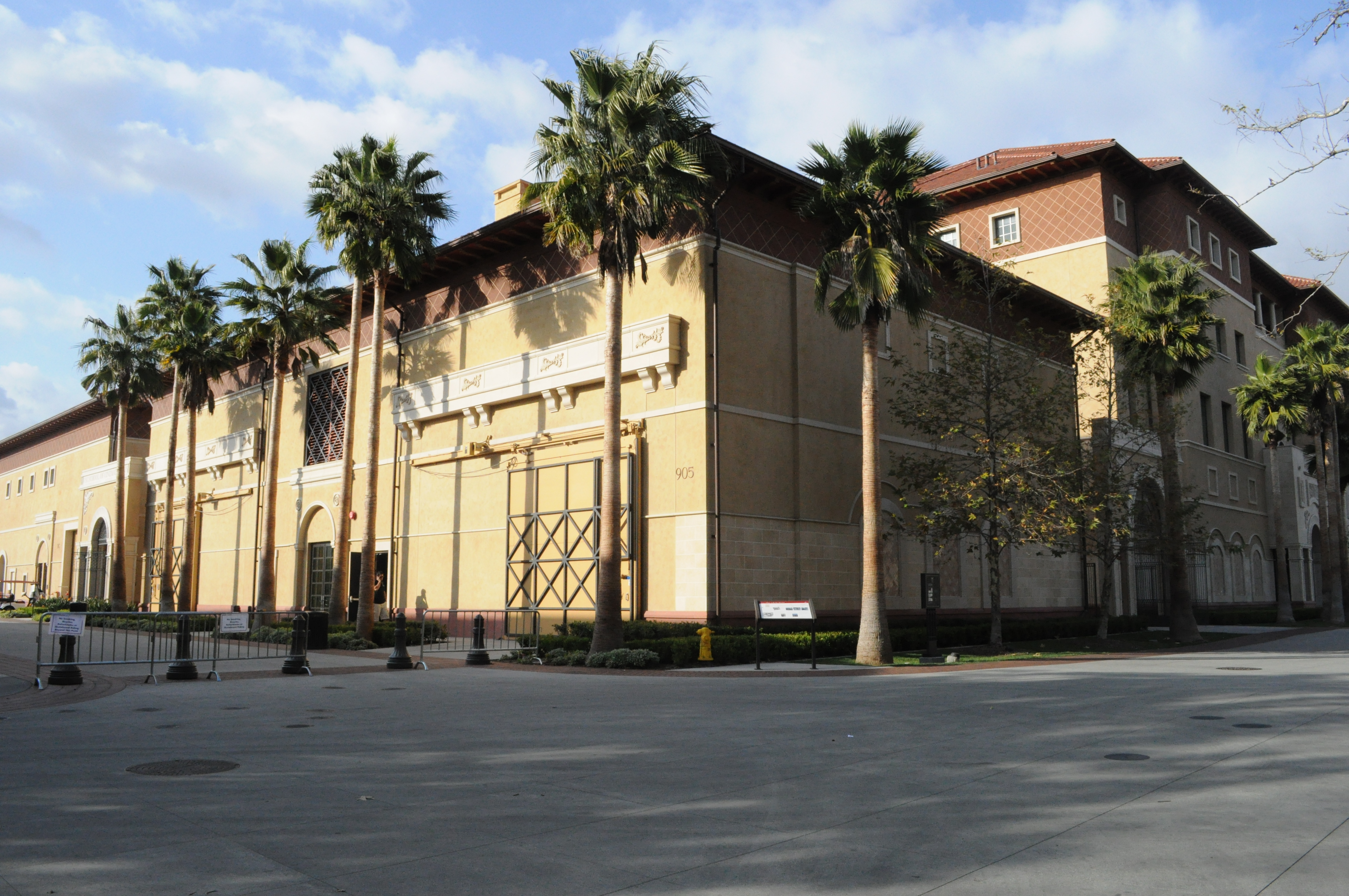
Cinematic Arts Complex

Die USC School of Cinematic Arts (SCA; bis 2006 noch School of Cinema-Television) ist die Fakultät für Filmwissenschaften der University of Southern California in Los Angeles, Kalifornien. Sie bietet die Fachbereiche Film & Television Production; Cinema & Media Studies; John C. Hench Division of Animation + Digital Arts; John Wells Division of Writing for Screen & Television; Interactive Media & Games; Media Arts + Practice; Peter Stark Producing Program an.

## Geschichte
Die USC School of Cinematic Arts wurde 1929 als ein Gemeinschaftsunternehmen der Academy of Motion Picture Arts and Sciences gegründet.
Sie ist die größte und älteste Filmhochschule in den Vereinigten Staaten und gilt als renommierteste ihrer Art. SCA wurde mehrfach als eine der besten Filmschulen der Welt eingestuft und hat sieben Jahre lang die Rangliste von The Hollywood Reporter angeführt.  Die Fakultät bietet verschiedene Studiengänge und Abschlüsse an. Von der großen Anzahl an Bewerbern werden nur wenige zum Studium zugelassen (2019: ca. 3 %). 2012–2013 waren 876 ihrer Studierenden Anwärter zum Bachelor und 715 postgraduale Studenten.
Die Gründungsfakultät der Schule schließt Douglas Fairbanks senior, D. W. Griffith, William C. DeMille, Ernst Lubitsch, Irving Thalberg, und Darryl F. Zanuck mit ein. Gemeinsam mit nennenswerten Experten wie Jonathan Andrew Casper, die Alma und Alfred Hitchcock Professor des amerikanischen Films; Tomlinson Holman, Gründer von THX; David Bondelevitch, Präsident der Motio Pictures Sound Editors; und Mark Jonathan Harris, Dokumentarfilmer.

## Campus
Spenden von Filmfirmen, Freunden und Alumni haben es der Schule ermöglicht, den Campus umzugestalten. Steven Spielberg spendete der Schule 1999 500.000 Dollar. Im April 2006 stimmte das USC Board of Trustees dafür, den Schulnamen in USC School of Cinematic Arts zu ändern. Am 19. September 2006 spendete George Lucas 175 Millionen Dollar für die Erweiterung der Schule um 12.700 m². Das ist die größte Spende eines privaten Investors für die USC und auch für alle Filmhochschulen weltweit. Die Schule erhielt 2009 weitere 50 Millionen Dollar an Beiträgen von Warner Bros., 20th Century Fox und The Walt Disney Company.

## Auszeichnungen
- Seit 1973 wurde jährlich mindestens ein Alumnus von SCA für einen Oscar nominiert, insgesamt 256 Nominierungen und 78 Siege.[8]
- Seit 1973 wurde jährlich mindestens ein Alumnus von SCA für einen Emmy nominiert, insgesamt 473 Nominierungen und 119 Siege.[8]
- Die 17 erfolgreichsten Filme aller Zeiten hatten mindestens einen Alumnus von SCA in kreativen Schlüsselpositionen.[8]
- USA Today hat SCA aufgrund seiner unübertroffenen Einrichtungen, der Nähe zu Hollywood und starker Branchenverbindungen zum besten Filmprogramm der USA gekürt.[9]